# Fédération française de kin-ball
 (février 2019).
Si vous disposez d'ouvrages ou d'articles de référence ou si vous connaissez des sites web de qualité traitant du thème abordé ici, merci de compléter l'article en donnant les références utiles à sa vérifiabilité et en les liant à la section « Notes et références ».
La Fédération Kin-Ball France (FKBF) est une association loi de 1901, fondée en 2001, chargée d'organiser, de diriger et de développer le Kin-Ball en France, d'orienter et de contrôler l'activité de toutes les associations ou unions d'associations s'intéressant à la pratique du Kin-Ball.
La FKBF représente le Kin-Ball auprès des pouvoirs publics ainsi qu'auprès des organismes sportifs nationaux et internationaux et, à ce titre, la France dans les compétitions internationales. Elle défend également les intérêts moraux et matériels du Kin-Ball français.
La Fédération a pour objectif l'accès de tous à la pratique du Kin-Ball et s'interdit toute forme de discrimination.

## Historique

### La genèse (2001)[2]
Le kin-ball est officiellement arrivé en France en 2001. C'est Olivier Bouvet, étudiant alors en STAPS au Québec, décide à son retour de développer ce sport dans sa région d’origine, Angers. Il créera alors l’association sportive Kin-ball Angers (ASKBA).
Au même moment, Eric Le Gall, éducateur sportif à l’USEP, découvre le sport KIN-BALL® dans une revue sportive. Il crée, quelques semaines plus tard, un autre club à Moncontour en Bretagne sous le nom de « Be seeing you ». Leur objectif commun est de développer le kin-ball au niveau régional puis au niveau national. Cela se traduit par la création d’une union nationale en 2003.

### Les premières compétitions (2006)
C’est entre 2006 et 2010 que le kin-ball prend véritablement son essor. Des clubs apparaissent aux quatre coins du territoire : Montpellier, Salon de Provence, Landeronde, Montauban, Villeneuve d’Ascq… La création de ces nombreux clubs a permis la mise en place d’un championnat français. La première compétition a lieu lors de la saison 2006/2007, autour des trois plus grands clubs de cette année là : Angers, Moncontour, et Rennes.

### La maturité: depuis 2011
Depuis, le kin-ball ne cesse de se développer, aussi bien dans les écoles que dans les centres de loisirs ou par la création de nouveaux clubs. Depuis 2013, à côté du championnat de France Senior, a lieu chaque année des Opens Juniors qui accueillent régulièrement de nouvelles équipes. Le kin-ball connaît un engouement significatif ces dernières années, rassemblant de plus en plus d’adeptes dans toute la métropole.

## Les rôles de la FKBF
La fédération Kinball France assure les missions suivantes :
- la promotion et l’éducation par les activités physiques et sportives ;
- l’accès à toutes et à tous à la pratique des activités physiques et sportives ;
- la formation et le perfectionnement des dirigeants, animateurs, formateurs et entraineurs fédéraux ;
- l’organisation et l’accession à la pratique des activités arbitrales au sein de la discipline, notamment pour les jeunes ;
- le respect des règles techniques, de sécurité, d’encadrement et de déontologie de leur discipline ;

Les moyens d’actions de la Fédération sont les suivants :
- l'organisation des compétitions de toute nature entre les associations affiliées ou leurs membres, les Ligues Régionales, toutes manifestations de kin-ball sur le plan local, national ou international, ainsi que les sélections de toute nature ;
- la publication et la diffusion de toute documentation et de tous règlements relatifs à la pratique du kin-ball ;
- la tenue d’assemblées périodiques, l’organisation de cours, conférences, stages et examens ;
- l’aide morale et matérielle à ses membres.